# 万栄郷

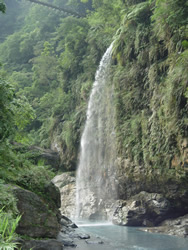
富源瀑布

万栄郷（ワンロン/ばんえい-きょう）は台湾花蓮県の郷。

## 地理
万栄郷は花蓮県西部に位置し、北は秀林郷と、東は鳳林鎮、光復郷、瑞穂郷と、東北は寿豊郷と、西は南投県仁愛郷、信義郷とそれぞれ接している。中央山脈上に位置するため、地勢は起伏が激しく平均海抜は600mを超えている。郷内にはマリバシ渓、馬太鞍渓、光復渓等の河川が流れている。

住民は原住民であるタロコ族が大部分を占め、その他ブヌン族及びタイヤル族が居住している。

### 行政区
| 村                                             |
| ---------------------------------------------- |
| 西林村、見晴村、万栄村、明利村、馬遠村、紅葉村 |

## 歴史
万栄郷は日本統治時代は花蓮港庁鳳林郡管内の蕃地とされ、同庁警務課の管轄とされた。主要な社には派出所或いは駐在所が設置され、行政、教育、衛生などの行政事務を管理していた。
戦後この地に郷が設置される際に「万里郷」と命名された。これは、当地を流れるマリバシ渓が日本語の漢字音で「万里橋」と当て字されていたことにちなむ。だが新北市にも同名の万里区が存在したことから、1958年6月に万里橋の「万」と森栄（もりさか）の「栄」を組み合わせて「万栄郷」と改称されて現在に至っている。

## 歴代郷長
| 代 | 氏名 | 任期 |
| -- | ---- | ---- |

## 教育

### 国民小学
- 花蓮県立万栄国民小学
- 花蓮県立馬遠国民小学
- 花蓮県立紅葉国民小学

## 交通
| 種別 | 路線名称 | その他   |
| ---- | -------- | -------- |
| 省道 | 台9線    | 花東公路 |
| 省道 | 台16線   |          |

- 台東線の万栄駅は鳳林鎮に位置している。

## 観光
- 紅葉温泉
- 瑞穂温泉
- 二子山温泉
- 七彩湖
- 林田山
- 富源森林遊楽区